# Notonecta glauca
Notonecta glauca Linnaeus, 1758 è un insetto della famiglia Notonectidae.
È il più diffuso ed abbondante dei quattro Notonectidae britannici.